# Раев, Евгений (танцор)
Евгений Раев (10 февраля 1993 года, Санкт-Петербург) - американский и российский танцор.

## Биография
Родился 10 февраля 1993 года.
Окончил факультет «сложно-координационные виды физкультурно-спортивной деятельности» по специальности «теория и методика спортивных танцев» в Российском государственном университете физической культуры, спорта, молодежи и туризма.

## Карьера
С 2013 года Евгений живёт и тренируется в США, Нью-Йорке, под руководством лучших педагогов мира.
Считается, что Евгению помогла сайентология, благодаря которому танцор с пятого места мирового чемпионата по бальным танцам поднялся на первое. Произошло это в Париже.

### «Танцы со звёздами»
В 2015 году принял приглашение поучаствовать в шоу. В пару поставили к нему актрису Агнию Диктовските.
В 2016 году танцевал с актрисой Нелли Уваровой. Заняли 2 место.
В 2020 году получил в пару актрису Марию Порошину. Заняли 4 место.

## Личная жизнь
Не женат.
В 2015 году имел отношения с актрисой Ириной Пеговой.

## Награды
- Чемпион мира по бальным танцам[2].
- Чемпион Америки по бальным танцам[2].
- Финалист первенства мира по версии WDC AL[2].

## Факты
- После того, как Евгений Раев увлекся музыкой, он создал группу "Raev clаn"[1].